# Dolna Mitropolia
Dolna Mitropolia (în bulgară Долна Митрополия; în română Mitropolia de Jos), sau Mitropolia (Митрополия) este un oraș în partea de nord-vest a Bulgariei. Aparține de  Obștina Dolna Mitropolia, Regiunea Plevna.

## Demografie
Componența etnică a orașului Dolna Mitropolia
     Romi (2,49%)
     Turci (2,29%)
     Bulgari (74,49%)
     Nicio identificare (20,48%)
     Altele (0,22%)
La recensământul din 2011, populația orașului Dolna Mitropolia era de 3.046 locuitori. Din punct de vedere etnic, majoritatea locuitorilor (74,49%) erau bulgari, existând și minorități de romi (2,49%) și turci (2,29%). Pentru 20,48% din locuitori nu este cunoscută apartenența etnică.